# Grand Buenos Aires

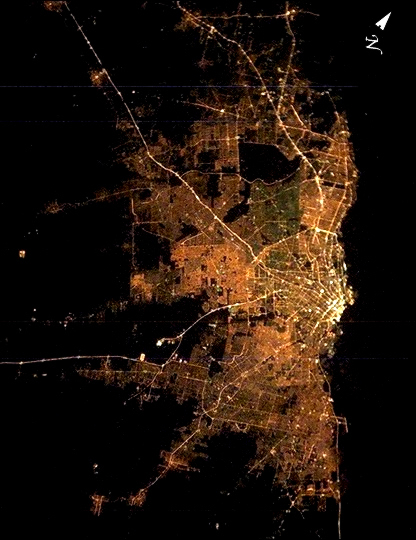
Vue nocturne du Grand Buenos Aires.

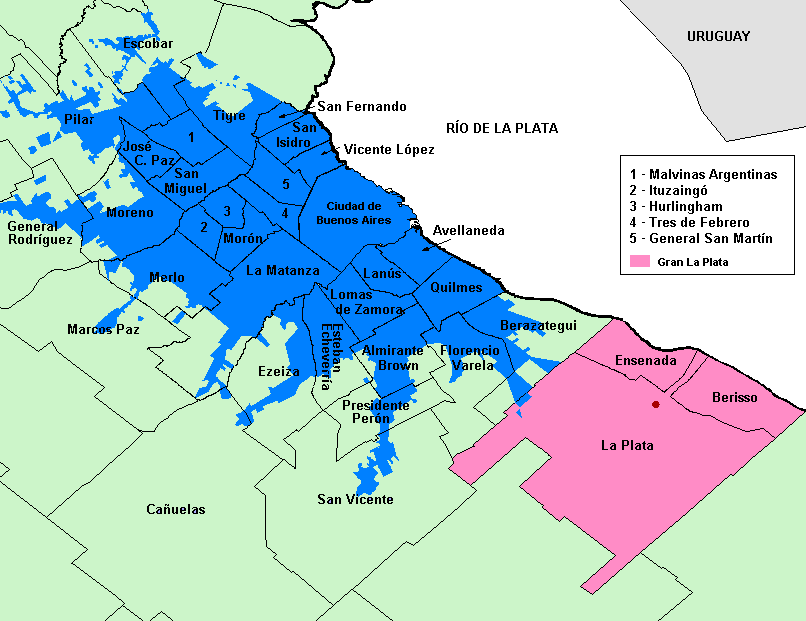
En bleu, ce que l'on appelle lAglomerado Gran Buenos Aires - en rose, l'agglomération de La Plata.

On nomme Grand Buenos Aires (Gran Buenos Aires en espagnol) la mégapole constituée autour de Buenos Aires, la capitale de l'Argentine, et qui intègre 24 arrondissements limitrophes, rassemblant au total 13 985 794 habitants (chiffres de 2022), soit environ 30 % de la population du pays.  
En 1974, l'agglomération rassemblait 8 millions d'habitants, soit déjà le tiers de la population totale argentine. 
La pauvreté y est très importante : trois enfants sur quatre ne mangent pas à leur faim en 2021, selon l’Observatoire de la dette sociale.  

## Liste des villes du grand Buenos Aires

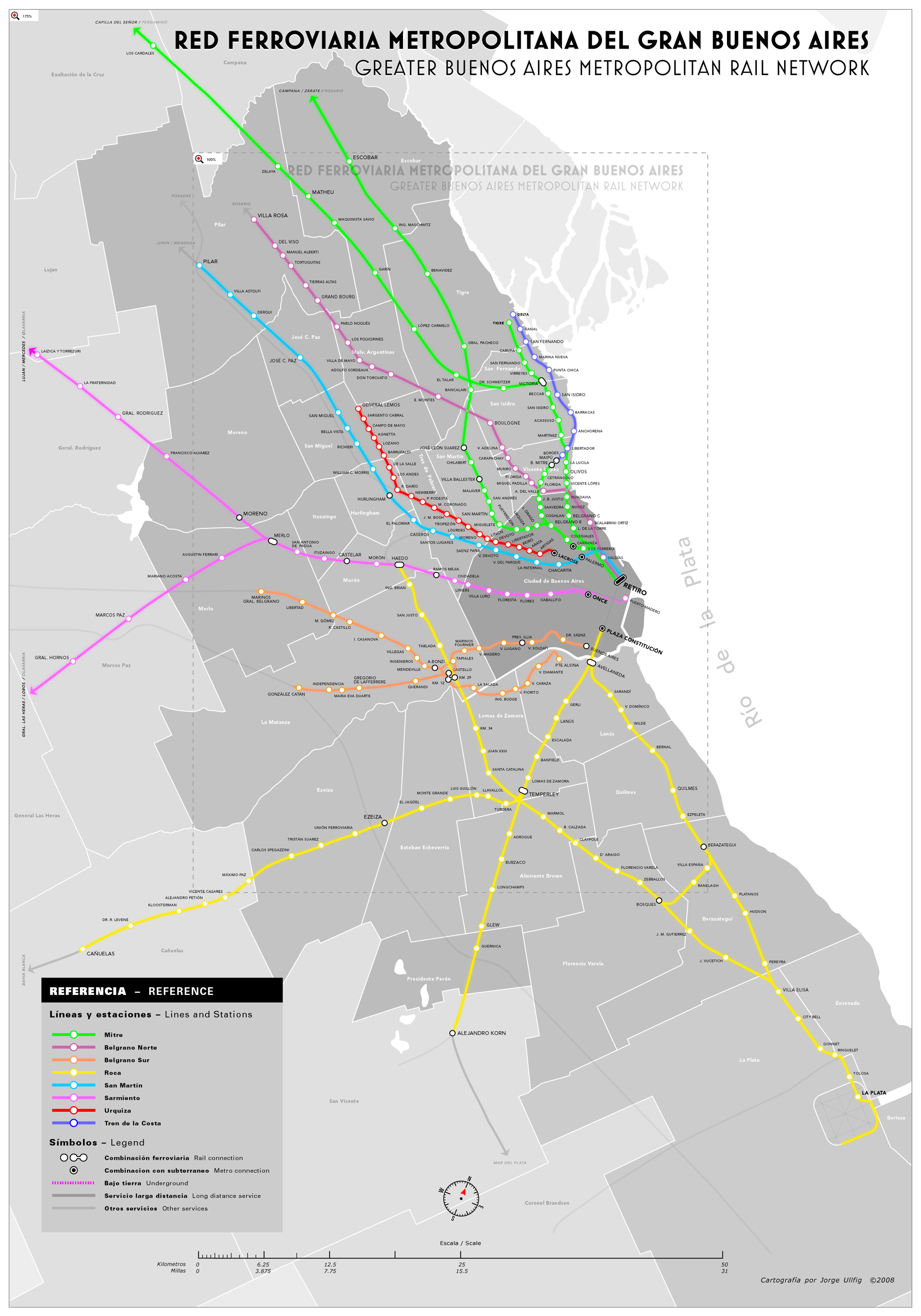
Réseau ferroviaire de la métropole du Grand Buenos Aires.

| Rang | Ville                 | District     | Partido                               | 2001 Recens |
| ---- | --------------------- | ------------ | ------------------------------------- | ----------- |
| 1    | Buenos Aires          | Buenos Aires |                                       | 2 776 138   |
| 2    | Merlo                 | Buenos Aires | Merlo                                 | 244 168     |
| 3    | Quilmes               | Buenos Aires | Quilmes                               | 230 810     |
| 4    | Banfield              | Buenos Aires | Lomas de Zamora                       | 223 898     |
| 5    | José Clemente Paz     | Buenos Aires | José Clemente Paz                     | 216 637     |
| 6    | Lanús                 | Buenos Aires | Lanús                                 | 212 152     |
| 7    | Gregorio de Laferrère | Buenos Aires | La Matanza                            | 175 670     |
| 8    | Hurlingham            | Buenos Aires | Hurlingham                            | 174 165     |
| 9    | Berazategui           | Buenos Aires | Berazategui                           | 167 498     |
| 10   | González Catán        | Buenos Aires | La Matanza                            | 163 815     |
| 11   | San Miguel            | Buenos Aires | San Miguel                            | 157 532     |
| 12   | Moreno                | Buenos Aires | Moreno                                | 148 290     |
| 13   | San Fernando          | Buenos Aires | San Fernando                          | 145 165     |
| 14   | Isidro Casanova       | Buenos Aires | La Matanza                            | 131 981     |
| 15   | Bernal                | Buenos Aires | Quilmes                               | 130 790     |
| 16   | Florencio Varela      | Buenos Aires | Florencio Varela                      | 120 678     |
| 17   | Avellaneda            | Buenos Aires | Avellaneda                            | 112 980     |
| 18   | Lomas de Zamora       | Buenos Aires | Lomas de Zamora                       | 111 897     |
| 19   | Temperley             | Buenos Aires | Lomas de Zamora                       | 111 160     |
| 20   | Monte Grande          | Buenos Aires | Esteban Echeverría                    | 109 644     |
| 21   | San Justo             | Buenos Aires | La Matanza                            | 105 274     |
| 22   | Ituzaingó             | Buenos Aires | Ituzaingó                             | 104 712     |
| 23   | Castelar              | Buenos Aires | Morón                                 | 104 019     |
| 24   | Rafael Castillo       | Buenos Aires | La Matanza                            | 103 992     |
| 25   | Libertad              | Buenos Aires | Merlo                                 | 100 324     |
| 26   | Trujui                | Buenos Aires | Moreno                                | 98 649      |
| 27   | Ramos Mejía           | Buenos Aires | La Matanza                            | 97 076      |
| 28   | Ezeiza                | Buenos Aires | Ezeiza                                | 93 246      |
| 29   | Morón                 | Buenos Aires | Morón                                 | 92 725      |
| 30   | Caseros               | Buenos Aires | Tres de Febrero                       | 90 313      |
| 31   | Parque San Martín     | Buenos Aires | Merlo                                 | 89 073      |
| 32   | Burzaco               | Buenos Aires | Almirante Brown                       | 86 113      |
| 332  | Grand Bourg           | Buenos Aires | Malvinas Argentinas                   | 85 189      |
| 34   | Monte Chingolo        | Buenos Aires | Lanús                                 | 85 060      |
| 35   | San Francisco Solano  | Buenos Aires | Quilmes Almirante Brown               | 81 707      |
| 36   | Remedios de Escalada  | Buenos Aires | Lanús                                 | 81 465      |
| 37   | La Tablada            | Buenos Aires | La Matanza                            | 80 389      |
| 38   | Ciudad Madero         | Buenos Aires | La Matanza                            | 75 582      |
| 39   | Olivos                | Buenos Aires | Vicente López                         | 75 527      |
| 40   | El Palomar            | Buenos Aires | Morón Tres de Febrero                 | 74 757      |
| 41   | Boulogne Sur Mer      | Buenos Aires | San Isidro                            | 73 496      |
| 42   | Ciudadela             | Buenos Aires | Tres de Febrero                       | 73 155      |
| 43   | Ezpeleta              | Buenos Aires | Quilmes                               | 72 557      |
| 44   | Ciudad Evita          | Buenos Aires | La Matanza                            | 68 650      |
| 45   | Bella Vista           | Buenos Aires | San Miguel                            | 67 936      |
| 46   | Wilde                 | Buenos Aires | Avellaneda                            | 65 881      |
| 47   | Martínez              | Buenos Aires | San Isidro                            | 65 859      |
| 48   | Don Torcuato          | Buenos Aires | Tigre                                 | 64 867      |
| 49   | Gerli                 | Buenos Aires | Avellaneda Lanús                      | 64 640      |
| 50   | Ciudad Jardín         | Buenos Aires | Tres de Febrero                       | 61 780      |
| 51   | Sarandí               | Buenos Aires | Avellaneda                            | 60 752      |
| 52   | Villa Tesei           | Buenos Aires | Hurlingham                            | 60 165      |
| 53   | Florida               | Buenos Aires | Vicente López                         | 59 844      |
| 54   | Villa Domínico        | Buenos Aires | Avellaneda                            | 58 824      |
| 55   | Beccar                | Buenos Aires | San Isidro                            | 58 811      |
| 56   | Glew                  | Buenos Aires | Almirante Brown                       | 57 878      |
| 57   | Rafael Calzada        | Buenos Aires | Almirante Brown                       | 56 419      |
| 58   | Mariano Acosta        | Buenos Aires | Merlo                                 | 54 081      |
| 59   | Los Polvorines        | Buenos Aires | Malvinas Argentinas                   | 53 354      |
| 60   | Lomas del Mirador     | Buenos Aires | La Matanza                            | 51 488      |
| 61   | Villa Centenario      | Buenos Aires | Lomas de Zamora                       | 49 737      |
| 62   | William Morris        | Buenos Aires | Hurlingham                            | 48 916      |
| 63   | Longchamps            | Buenos Aires | Almirante Brown                       | 47 622      |
| 64   | San Isidro            | Buenos Aires | San Isidro                            | 45 190      |
| 65   | Villa Adelina         | Buenos Aires | Vicente López                         | 44 587      |
| 66   | San José              | Buenos Aires | Lomas de Zamora                       | 44 437      |
| 67   | Villa de Mayo         | Buenos Aires | Malvinas Argentinas                   | 43 405      |
| 68   | General Pacheco       | Buenos Aires | Tigre                                 | 43 287      |
| 69   | Villa Fiorito         | Buenos Aires | Lomas de Zamora                       | 42 904      |
| 70   | Paso del Rey          | Buenos Aires | Moreno                                | 41 775      |
| 71   | Llavallol             | Buenos Aires | Lomas de Zamora                       | 41 463      |
| 72   | Tortuguitas           | Buenos Aires | Malvinas Argentinas José Clemente Paz | 41 310      |
| 73   | Claypole              | Buenos Aires | Almirante Brown                       | 41 176      |
| 74   | Valentín Alsina       | Buenos Aires | Lanús                                 | 41 155      |
| 75   | Virreyes              | Buenos Aires | San Fernando                          | 39 507      |
| 76   | Victoria              | Buenos Aires | San Fernando                          | 39 447      |
| 77   | Pablo Nogués          | Buenos Aires | Malvinas Argentinas                   | 38 470      |
| 78   | Haedo                 | Buenos Aires | Morón                                 | 38 068      |
| 79   | San Antonio de Padua  | Buenos Aires | Merlo                                 | 37 775      |
| 80   | Munro                 | Buenos Aires | Vicente López                         | 35 844      |
| 81   | Villa Ballester       | Buenos Aires | San Martín                            | 35 301      |
| 82   | Pontevedra            | Buenos Aires | Merlo                                 | 33 515      |
| 83   | Villa Udaondo         | Buenos Aires | Ituzaingó                             | 31 490      |
| 84   | Villa La Florida      | Buenos Aires | Quilmes                               | 31 268      |
| 85   | Tigre                 | Buenos Aires | Tigre                                 | 31 106      |
| 86   | San Martín            | Buenos Aires | San Martín                            | 28 339      |
| 87   | Adrogué               | Buenos Aires | Almirante Brown                       | 28 265      |
| 88   | Tristán Suárez        | Buenos Aires | Ezeiza                                | 27 746      |
| 89   | Muñiz                 | Buenos Aires | San Miguel                            | 26 221      |
| 90   | Villa Martelli        | Buenos Aires | Vicente López                         | 26 059      |
| 91   | Villa Bosch           | Buenos Aires | Tres de Febrero                       | 24 702      |
| 92   | Villa Maipú           | Buenos Aires | San Martín                            | 24 447      |
| 93   | Vicente López         | Buenos Aires | Vicente López                         | 24 078      |
| 94   | Don Bosco             | Buenos Aires | Quilmes                               | 20 876      |
| 95   | Billinghurst          | Buenos Aires | San Martín                            | 19 138      |
| 96   | Martín Coronado       | Buenos Aires | Tres de Febrero                       | 19 121      |
| 97   | Villa Sarmiento       | Buenos Aires | Morón                                 | 17 737      |
| 98   | Ranelagh              | Buenos Aires | Berazategui                           | 15 262      |
| 99   | Tapiales              | Buenos Aires | La Matanza                            | 15 148      |
| 100  | Aldo Bonzi            | Buenos Aires | La Matanza                            | 13 410      |

,